# Seyyed Salām
Seyyed Salām (persiska: قِشلاق سِفيدِ سِيِّد سَلام, قشلاق سفيد, سیّد سلام, Qeshlāq Sefīd-e Seyyed Salām, Qeshlāq-e Sefīd) är en ort i Iran.   Den ligger i provinsen Kurdistan, i den nordvästra delen av landet, 400 km väster om huvudstaden Teheran. Seyyed Salām ligger 1 677 meter över havet och antalet invånare är 147.
Terrängen runt Seyyed Salām är platt åt sydväst, men åt nordost är den kuperad. Seyyed Salām ligger nere i en dal. Runt Seyyed Salām är det ganska glesbefolkat, med 23 invånare per kvadratkilometer. Närmaste större samhälle är Bābā Rād, 7,2 km väster om Seyyed Salām. Trakten runt Seyyed Salām består i huvudsak av gräsmarker.